# زاغالی
زاغالی (به لاتین: Zağalı) منطقه‌ای مسکونی در جمهوری آذربایجان است که در شهرستان داش‌کسن واقع شده است. زاغالی ۴۰۱ نفر جمعیت دارد.